# GTV (대한민국의 텔레비전 채널)
GTV(법인명: 지텔레비전)는 대한민국의 방송 채널 사용 사업회사인 베리미디어가 운영하는 여성 대상 유료 방송 채널로, 1995년에 개국하였으며 당시에는 진로그룹이 모기업이었다.
하지만, 진로그룹이 1997년 9월 부도를 낸 뒤 재정난으로 어려움을 겪어왔고 급기야 갈천문 초대 대표이사 사장이 1998년 4월 별세해 말 그대로 '설상가상'이었다.
이후, 1999년 12월 세종증권(현 NH투자증권)의 모기업인 SDN(세종디지털네트워크)으로 경영권이 양도된 한편 채널명도 세종TV로 변경했다가 다음 해  SDN TV로 채널명이 바뀌었다.
그 뒤에, SDN이 금융지주회사 설립을 위해 세종증권과 방송사업을 별도법인으로 분리함에 따라 2001년 1월 법인명과 채널명을 (주)SDNTV와 SDN TV로 재구성했다. 
하지만, 당시 채널 소유주였던 김형진 회장의 불미스러운 일  이후 하락세를 겪어오자  2003년 3월 김영철 전 대표이사에게 양도한 뒤 5월 상호를 (주)SDNTV에서 (주)지텔레비전으로 변경한 후 그 해 7월 현재의 채널명으로 환원해 재개국했고 2015년에 CJ E&M 방송사업부문으로부터 구 KM(구 GMTV)을 인수하였으며 모기업인 지텔레비전은 2017년 10월 상호를 베리미디어로 변경하였다.

## 역대 표어
- Luxury Woman Channel
- 여자를 사로잡다